# Sam Morelos
Samantha „Sam“ Morelos (* 7. Juli 2005 in Los Angeles, Kalifornien) ist eine philippinisch-amerikanische Schauspielerin.

## Werdegang
Sam Morelos wurde am 7. Juli 2005 in Los Angeles im US-Bundesstaat Kalifornien als Kind zweier Einwanderer aus den Philippinen geboren.
Im Alter von vier Jahren nahm sie erstmals an einer Talentshow teil und sang dabei Over the Rainbow. Einem Stimmlehrer und Inhaber eines Laientheaters fiel ihr Talent auf, so dass sie bei ihm Schülerin wurde und bis zur Middle School jeden Sommer an einer Aufführung teilnahm. Als 2017 die California School of the Arts – San Gabriel Valley (CSArts-SGV) eröffnete, eine Schule in freier Trägerschaft, gehörte sie zu den ersten Schülern. Von dort aus bewarb sie sich auch für eine Rolle in der Netflix-Serie Die wilden Neunziger, der Fortsetzung der Serie Die wilden Siebziger. Der Casting-Prozess zog sich dabei über vier Monate hin und die Zusage erhielt sie drei Tage vor Beginn der Vorproduktion. Die Rolle der Nikki Velasco ist ihre erste signifikante Filmrolle nach Beteiligungen an zwei Kurzfilmen.

## Filmografie
- 2016: Extraordinary Night (Kurzfilm)
- 2022: Forgetting Nobody (Kurzfilm)
- 2023: Swallowing Shadows (Kurzfilm)
- 2023–2024: Die wilden Neunziger (That ’90s Show, Fernsehserie, 26 Folgen)
- 2024: Descendants: The Rise of Red
- 2025: Summer of 69